# هایدلاند (براندنبورگ)
هایدلاند (به آلمانی: Heideland) یک شهر در آلمان است که در البه-الشتر واقع شده‌است. هایدلاند ۵۹۳ نفر جمعیت دارد.